# Rō Takenaka
Rō Takenaka (竹中労, Takenaka Rō, né Tsutomu le 30 mai 1930 – 19 mai 1991) est un journaliste, anarchiste et critique japonais né à Tokyo. Il est le fils de l'artiste Eitarō Takenaka. Expulsé du département de langue russe de l'université de Tokyo des études étrangères, il se met à écrire sur différents sujets dans les domaines de la politique et de la culture sous les pseudonymes « Yumeno Kyotaro », « Kenka Takenaka » et « Hankotsu-no-Reporter » (littéralement : « Reporteur rebelle ») entre autres. Il écrit également plusieurs livres sur l'histoire du cinéma japonais. Dans ses dernières années, il poursuit ses activités journalistiques, malgré sa bataille perdue d'avance contre le cancer.

## Source de la traduction
- (en) Cet article est partiellement ou en totalité issu de l’article de Wikipédia en anglais intitulé « Rō Takenaka » (voir la liste des auteurs).